# Le Juif Süss (Hauff)
Pour les articles homonymes, voir Le Juif Süss.
Le Juif Süss est un roman court publié en 1827 par l'Allemand Wilhelm Hauff. Il est inspiré de la vie de Joseph Süss Oppenheimer, un financier juif du XVIIIe siècle.

## Résumé
Le Juif Süss raconte l'histoire d'un homme d'affaires juif, dont les pratiques malhonnêtes entraînent la trahison d'une jeune fille innocente. L'histoire entrelace aussi l'intrigue politique et les amours impossibles de Léa, la sœur de Süss, et d'un jeune Allemand. Selon les lois antisémites en vigueur au XVIIIe siècle, il est arrêté et pendu. Hauff, qui n’est pas juif, en fait un être cynique, conscient qu’entre lui et l’aristocratie allemande, les relations ne peuvent être que de mépris. Il lui donne une sœur pure, chargée de racheter ses fautes.

## Analyse
Pour Wilhelm Hauff, cette nouvelle est d'abord un moyen de rendre hommage à son aïeul Johann Wolfgang Hauff, secrétaire du conseil parlementaire du Wurtemberg et défenseur des droits de l'Assemblée des corporations face aux tentatives absolutistes du duc  Charles-Alexandre et de son fils Charles-Eugène. Il ne peut donc faire qu'un portrait peu flatteur du conseiller. Il fait donc de Süss un étranger aux mœurs dissolues qui rompt l'ordre traditionnel des institutions. Süss est pratiquement assimilé au diable et seule sa mort peut rétablir l'ordre social. L'image du juif Süss donnée par le livre a souvent été reprise par les racistes et les antisémites.